# Hrynki Małe
Hrynki Małe (biał. Грынкі; ros. Гринки) do 2009 Hrynki 2 (biał. Грынкі 2; ros. Гринки 2) – agromiasteczko na Białorusi, w obwodzie grodzieńskim, w rejonie świsłockim, w sielsowiecie Niezbodzicze.
W dwudziestoleciu międzywojennym wieś Hrynki II leżała w Polsce, w województwie białostockim, w powiecie wołkowyskim, w gminie Świsłocz.
27 stycznia 2009 nazwę miejscowości zmieniono z Hrynki 2 na Hrynki.